# 가시마정 (사가현)
가시마정(일본어: 鹿島町)은 일본 사가현 후지쓰군에 설치되었던 정이다. 현재의 가시마시에 해당한다.